# Arrabalde
Arrabalde es un municipio y lugar español de la provincia de Zamora, en la comunidad autónoma de Castilla y León. Se encuentra situado en la zona norte de la provincia, dentro de la comarca de Benavente y Los Valles, y cuenta con una población de 194 habitantes (INE 2024).

## Topónimo
El nombre procede del árabe rabád "barrio, suburbio", con artículo al- asimilado: arrabád. En castellano dio arrabal, mientras que en gallego, portugués y astur-leonés se convirtió en arrabalde. Como en el noroeste de la Península Ibérica es muy frecuente el hábitat rural disperso, el término arrabalde adquirió pronto la acepción de "barrio o aldea desgajada del núcleo principal". En tal caso, Arrabalde debería su nombre a su condición de aldea satélite de una población cercana de mayor entidad, o, con mayor probabilidad, a que el pueblo se fundó junto a un núcleo en ruinas antiguo.

## Historia

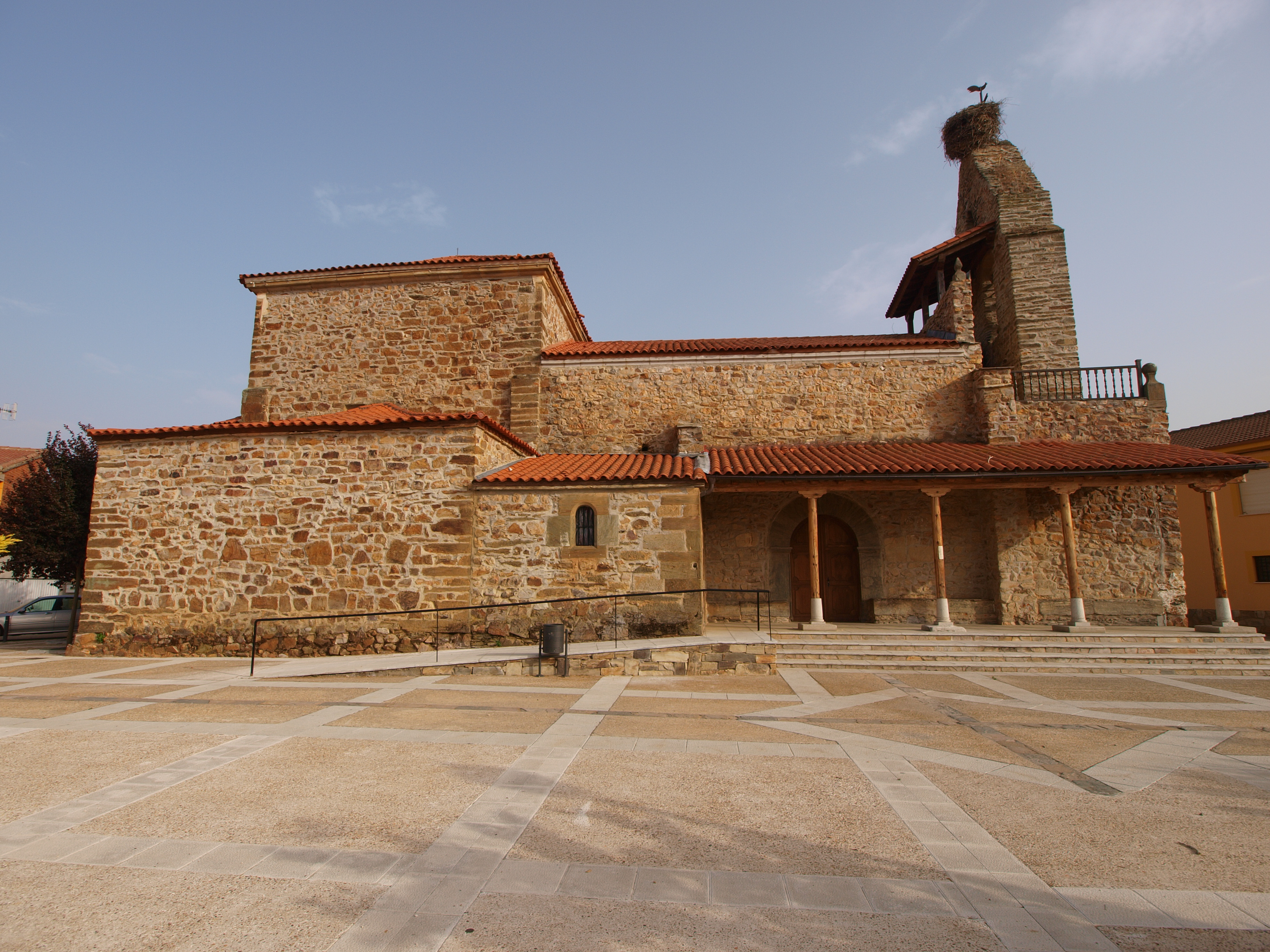
Iglesia

Su historia comprende desde la más remota antigüedad, con la presencia de un dolmen neolítico, con un poblado astur de la Edad del Hierro y durante la conquista romana, sito en el castro de las Labradas.
En las inmediaciones de este pueblo don Victorino Llordén abogado de Benavente y anticuario encontró el Tesoro de Arrabalde, uno de los tesoros de época prerromana más importantes de España, que hoy está expuesto en el Museo Provincial de Zamora. En 2020 se encontraron restos de un campamento militar de época romana en la zona
Durante la Edad Media Arrabalde quedó integrado en el Reino de León, cuyos monarcas habrían acometido la repoblación de la localidad.
Posteriormente, en la Edad Moderna, Arrabalde fue una de las localidades que se integraron en la provincia de las Tierras del Conde de Benavente y dentro de esta en la Merindad de la Polvorosa y la receptoría de Benavente. No obstante, al reestructurarse las provincias y crearse las actuales en 1833, la localidad pasó a formar parte de la provincia de Zamora, dentro de la Región Leonesa, quedando integrado en 1834 en el partido judicial de Benavente.

## Demografía
Cuenta con una población de 194 habitantes (INE 2024).
| Gráfica de evolución demográfica de Arrabalde entre 1842 y 2021                                                       |
| |
| Población de derecho según los censos de población del INE. Población de hecho según los censos de población del INE. |

## Patrimonio

### Tesoro
En el Castro de las Labradas se encontraron dos importantes tesoros, uno en agosto de 1980 y otro en 1988.
Está integrado por más de cincuenta piezas de oro y plata que se conservan en el Museo de Zamora. Cobijados en un gran vaso cerámico aparecieron una buena cantidad de fíbulas, torques, brazaletes, colgantes, pendientes, anillos, diademas o ceñidores. todo ello de oro y plata y con un peso total de unos 12 kilos. Entre estos objetos destaca un brazalete espiraliforme de plata y una fíbula de oro del tipo anular hispánico, aparte de diversos objetos de cultura celtibérica, anterior a la prerrománica.

### Dolmen

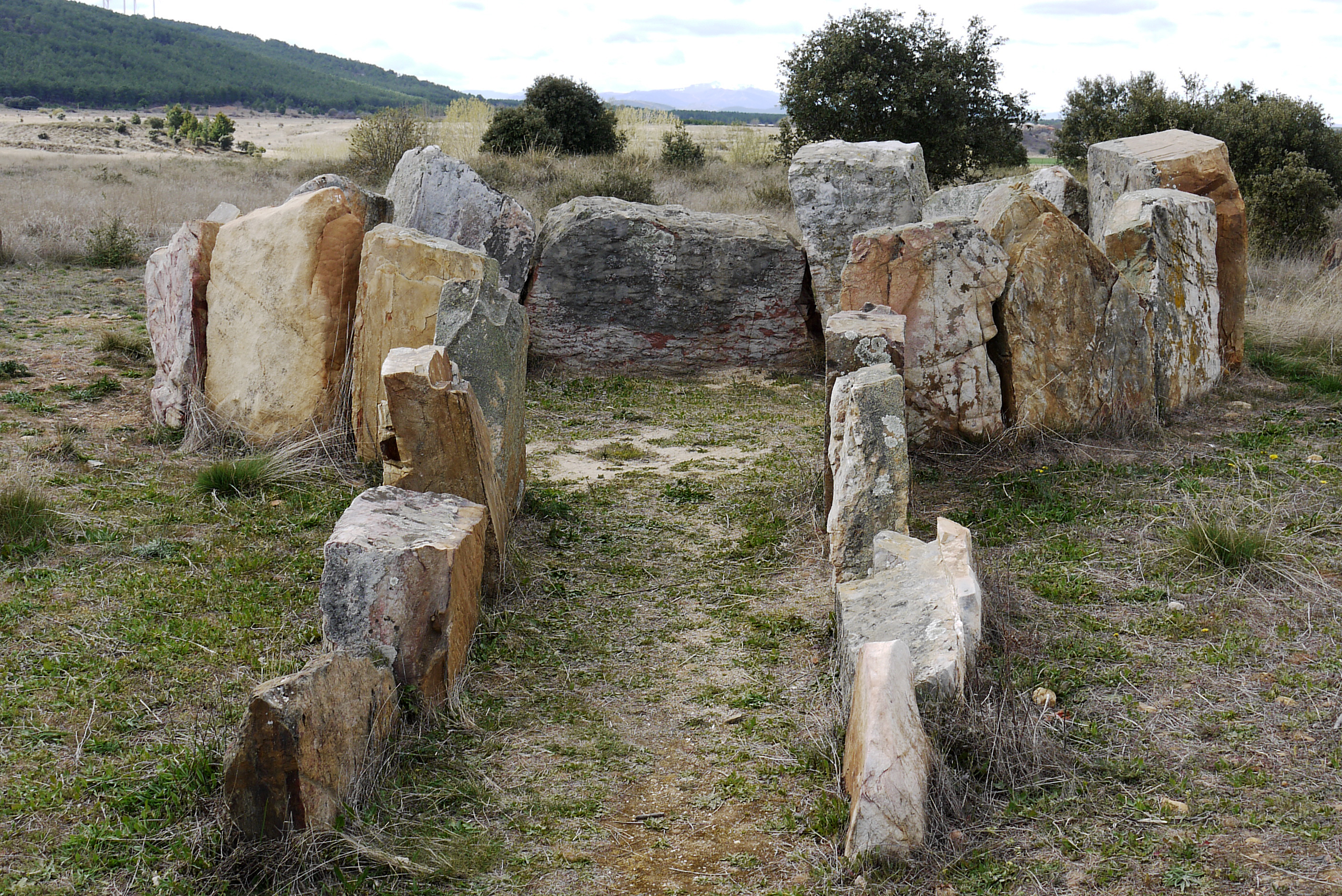
Dolmen de El Casetón de los Moros

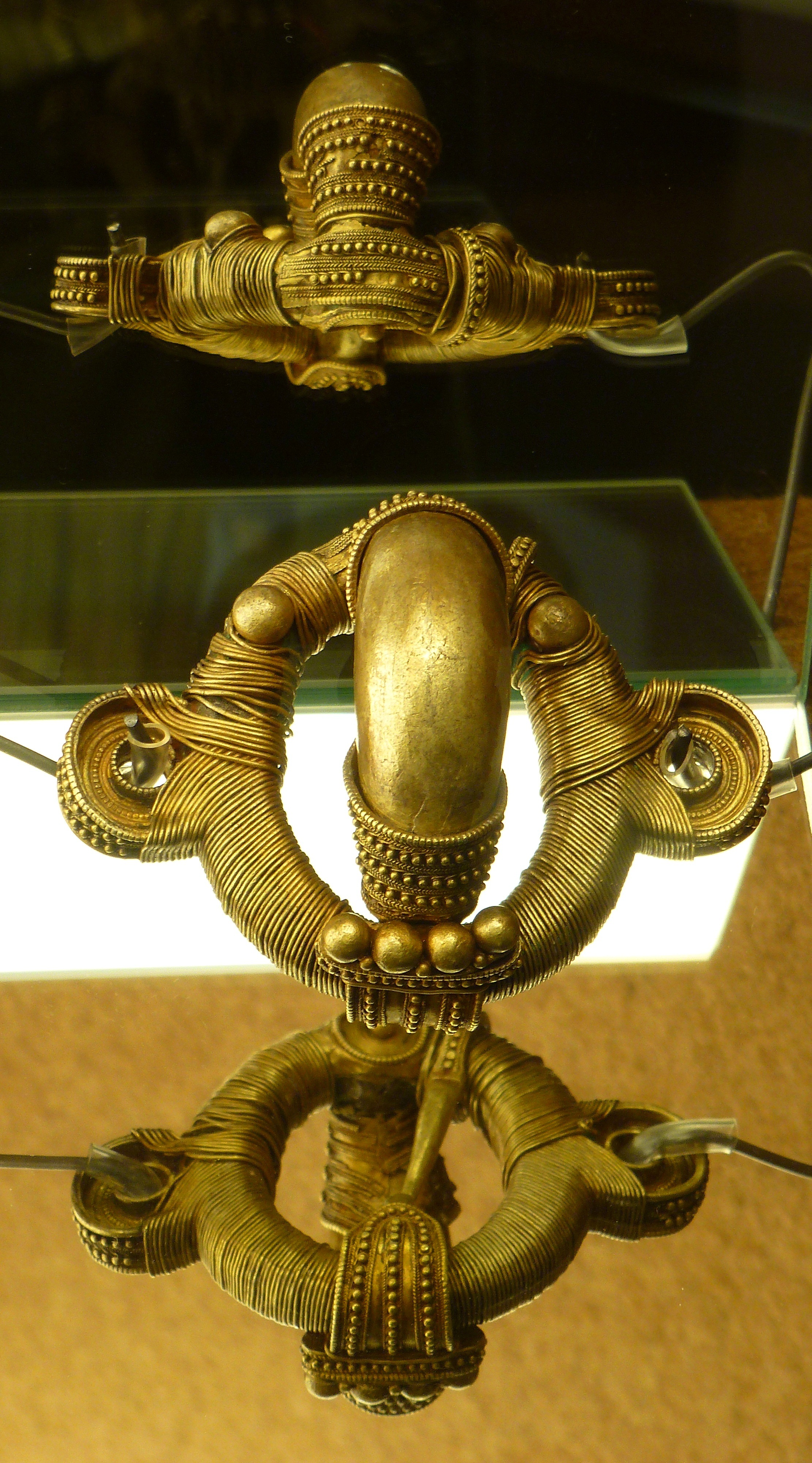
Fíbula anular prerromana perteneciente al primer Tesoro de Arrabalde, forrada en oro sobre plata y alma probablemente de bronce (Museo de Zamora)

«El Casetón de los Moros» o «La Casa de los Moros», son los dos nombres con los que se designa el dolmen que se encuentra situado a 1 km al noroeste del casco urbano de Arrabalde. Se encuentra ubicado en la terraza superior del río Eria, lugar desde el que se domina el valle que ha creado el curso de este río.
El dolmen se encontraba muy deteriorado por el intenso laboreo agrícola de zona en la que se encuentra. Conservaba en pie cinco ortostatos, aunque durante la excavación se halló uno más que se había caído hacia su interior, junto con cuatro zanjas de cimentación pertenecientes a otros tantos bloques que están desaparecidos. Además, durante su excavación se descubrió el corredor que se orientaba hacia el sureste y que facilitó la catalogación de este dolmen dentro de la variedad de sepulcro de corredor.
Su excavación solo pudo documentar su existencia, ya que carecía de túmulo había desaparecido por completo, al haber sido objeto de varias remociones. De esta forma, solo se pudo documentar que en el interior de la cámara había varios hoyos para postes y un hogar con carbones. Pocos fueron los materiales arqueológicos recuperados que se usaron como ajuares depositados junto a los muertos, como  varios útiles de sílex, un hacha de piedra pulimentada y partes de algunos objetos de adorno, como un par de cuentas de collar discoides de pizarra y una cuenta de variscita.